# Соединение (астрономия)

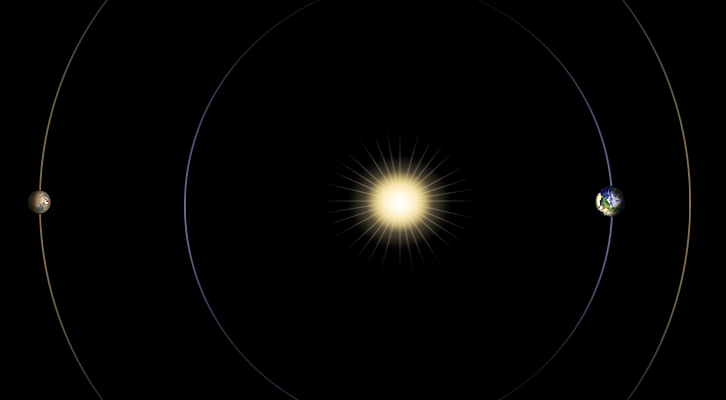
Схема соединения Марса с Солнцем

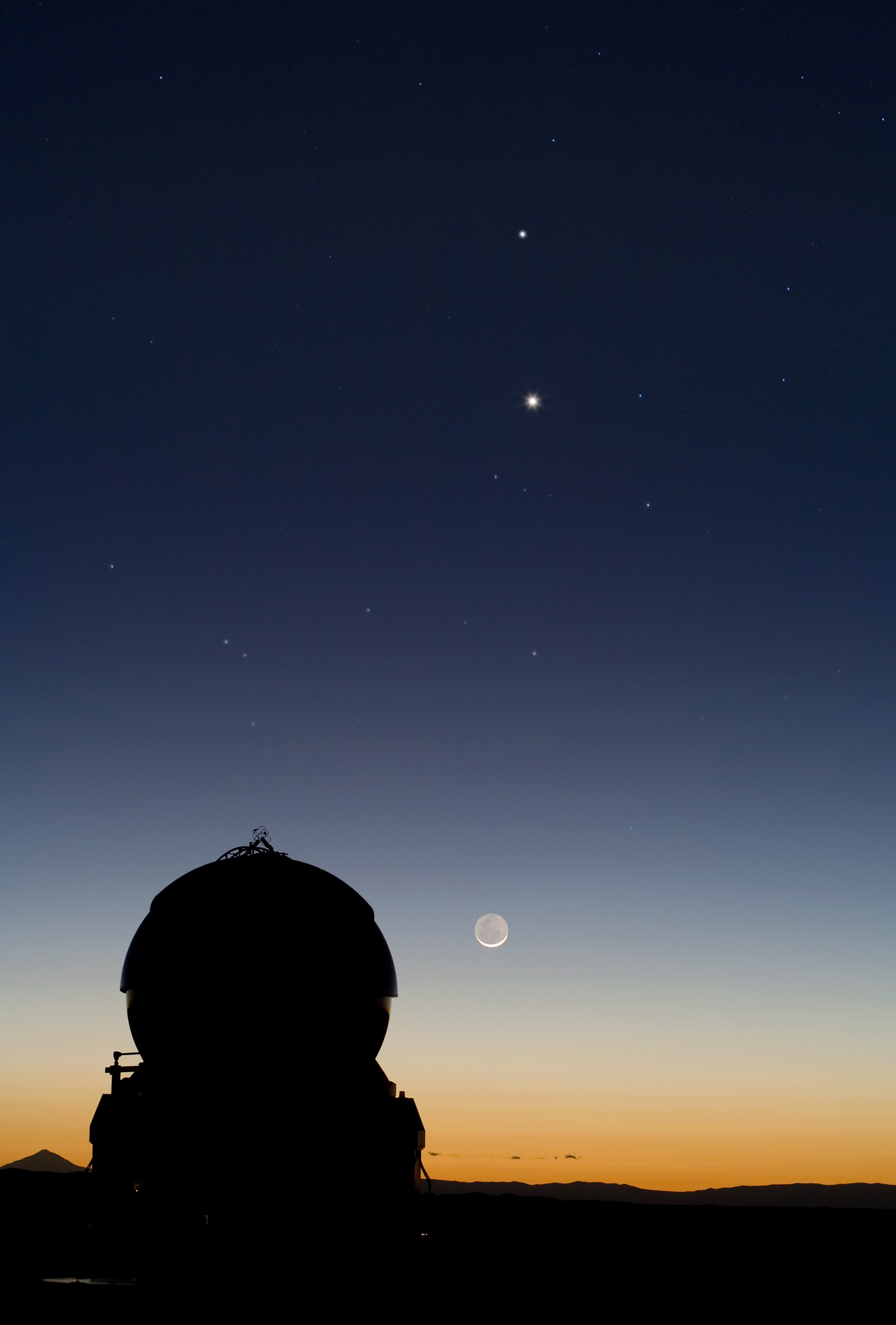
Соединение Меркурия (вверху) и Венеры, находящихся на звёздном небе над Луной. Паранальская обсерватория

Соедине́ние (в астрономии) — конфигурация небесных тел, при которой их эклиптические долготы равны. Также используется понятие соединения по прямому восхождению, а не по эклиптической долготе. Таким образом, во время соединения двух тел они относительно близки друг к другу на небесной сфере (но момент соединения не обязательно совпадает с моментом максимального сближения). В астрологии может использоваться термин конъюнкция.
В соединении могут быть два объекта Солнечной системы или объект Солнечной системы и какой-либо более далёкий объект.
Существует астрономический символ соединения:  (☌; код в Юникоде — U+260C). В современной науке он не используется.
Сходное, но менее чётко определённое явление известно как парад планет. Это более или менее тесное сближение на небесной сфере некоторого их количества. Этот термин не имеет чёткого определения и используется в основном в СМИ и популярной литературе.

## Соединение с Солнцем
Соединение небесного тела с Солнцем может произойти в двух случаях: или когда это тело находится между Землёй и Солнцем, или когда Солнце находится между Землёй и этим телом. Для внешних планет (расположенных дальше от Солнца, чем Земля) возможна только вторая ситуация. Для внутренних планет (то есть Меркурия и Венеры) возможны обе. Соответственно, у них различают нижнее и верхнее соединение: в нижнем соединении планета находится между Землёй и Солнцем, а в верхнем — за Солнцем.
Обратная ситуация (когда эклиптические долготы данного небесного тела и Солнца противоположны) называется противостоянием этого тела.
Промежуток времени между двумя соединениями (одноимёнными) какого-либо небесного тела с Солнцем называется синодическим периодом обращения этого тела.
В нижнем соединении к Земле повёрнута ночная сторона планеты, а в верхнем — дневная. Угловой размер планеты, видимый с Земли, в нижнем соединении наибольший, а в верхнем — наименьший.
Если в нижнем соединении эклиптическая широта планеты достаточно мала, происходит прохождение этой планеты по диску Солнца. Они случаются и у Меркурия, и у Венеры.
Соединение Луны с Солнцем называется новолунием. Если в это время Луна имеет достаточно малую эклиптическую широту, происходит солнечное затмение.

### Влияние на связь с космическими аппаратами
Во время соединения планет с Солнцем сильно затруднена связь с аппаратами, которые их изучают. Когда Солнце находится между аппаратом и Землёй, есть риск того, что антенна, оснащённая системой автоматической навигации, начнёт следить за Солнцем. Это объясняется тем, что Солнце действует как сильный генератор электромагнитного шума, создающий гораздо более мощный сигнал, чем сигнал с земной станции. В частности, соединение Марса с Солнцем делает невозможной связь с марсоходами в течение примерно двух недель. Например, один из таких периодов продолжался c 29 ноября 2008 года до 13 декабря 2008 года (15 дней).

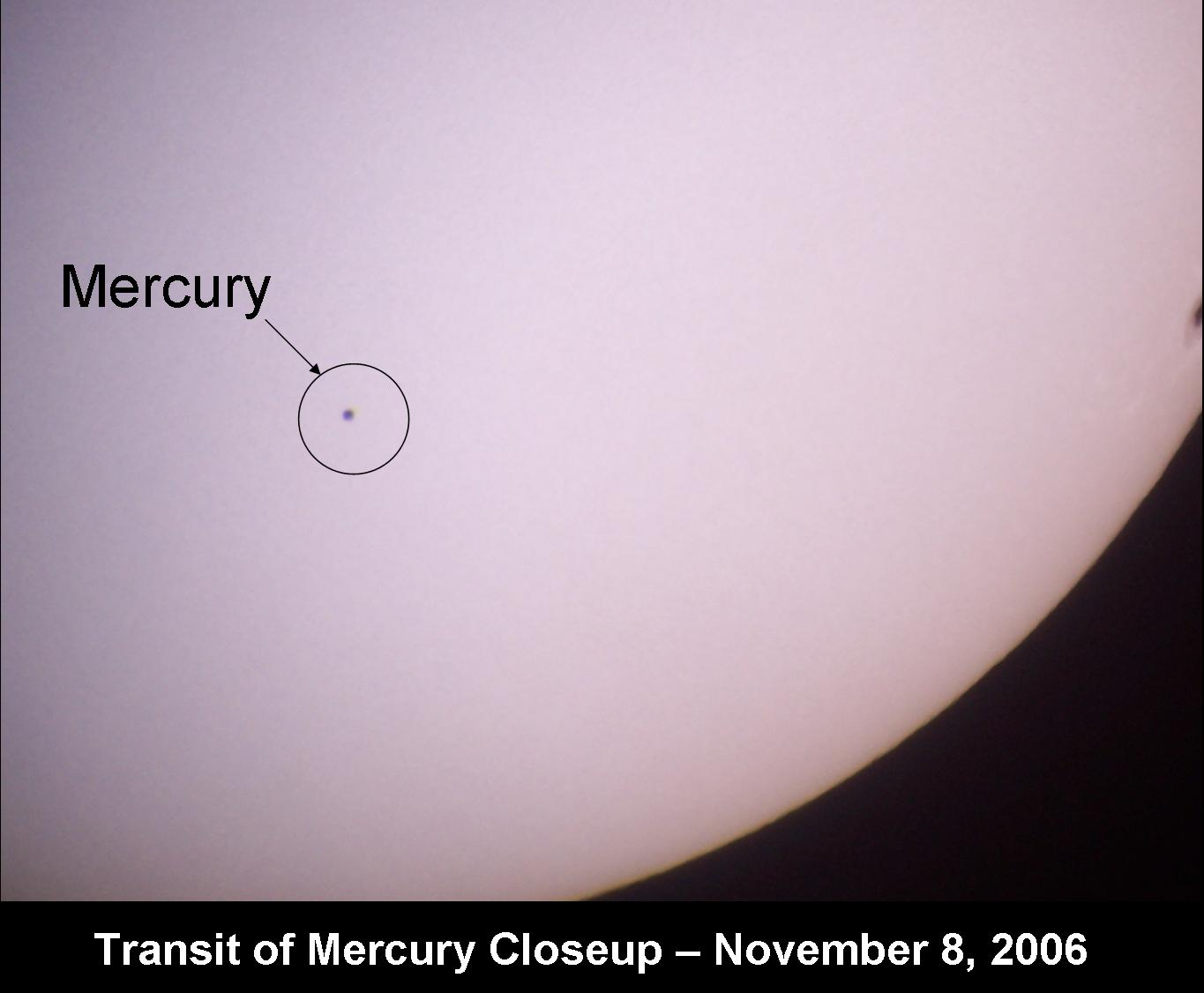
Прохождение Меркурия по диску Солнца (8 ноября 2006 года)
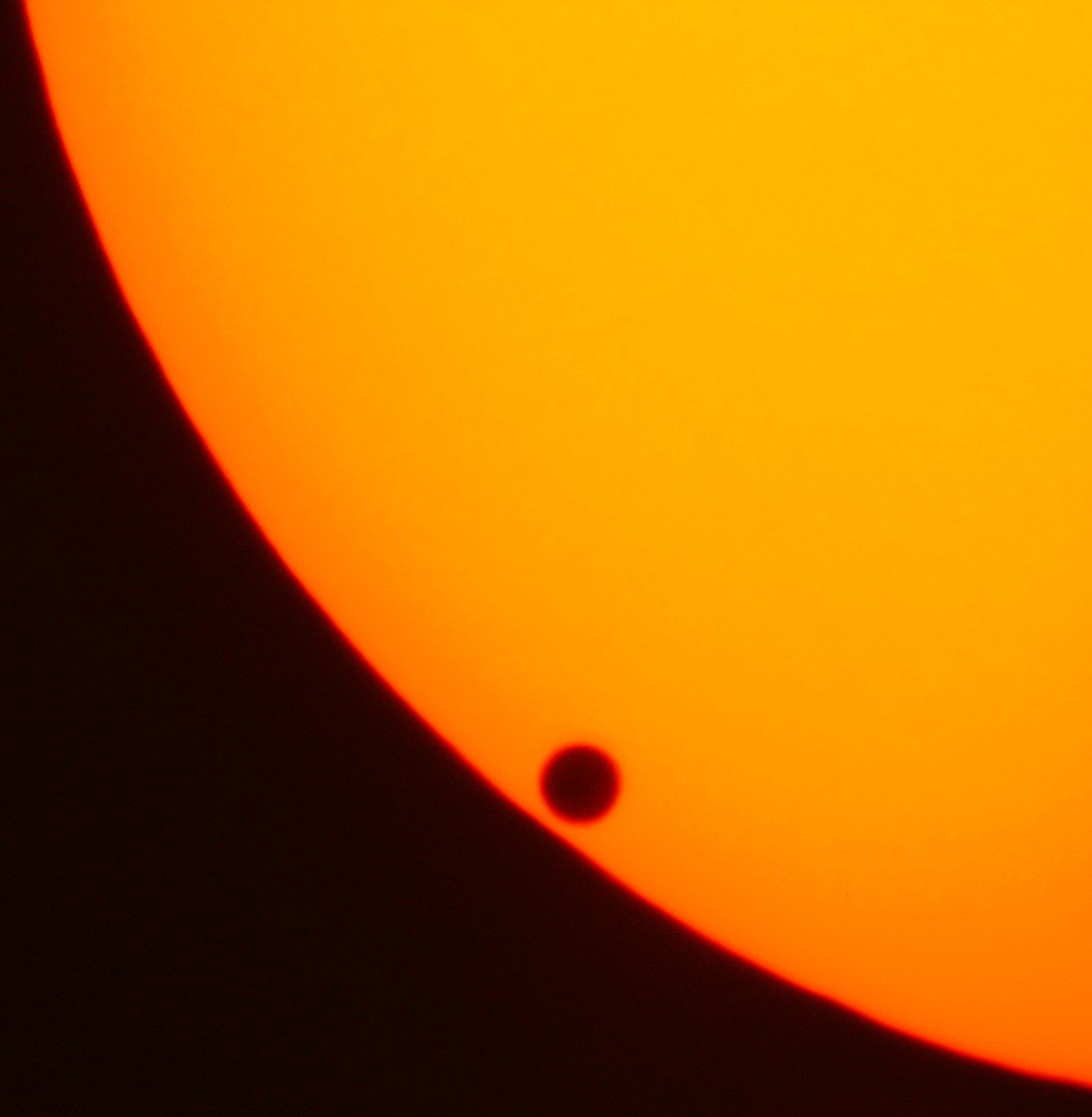
Прохождение Венеры по диску Солнца (8 июня 2004 года)
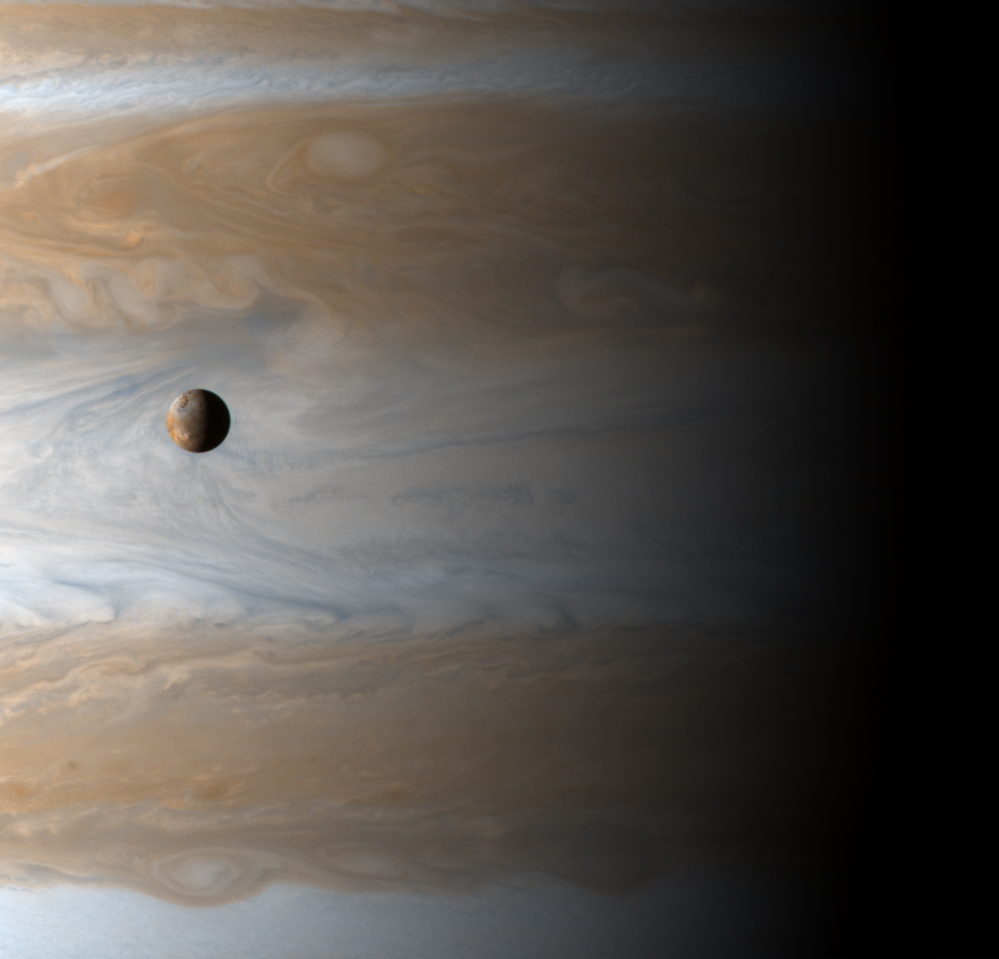
Ио проходит над поверхностью Юпитера (снимок с космического корабля Кассини)
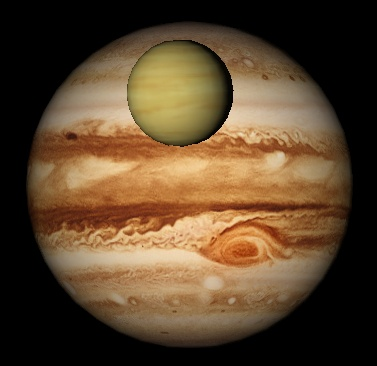
Компьютерная симуляция видимого с Земли прохождения Венеры перед Юпитером, случившегося во время их соединения 3 января 1818 года